# 纳巴

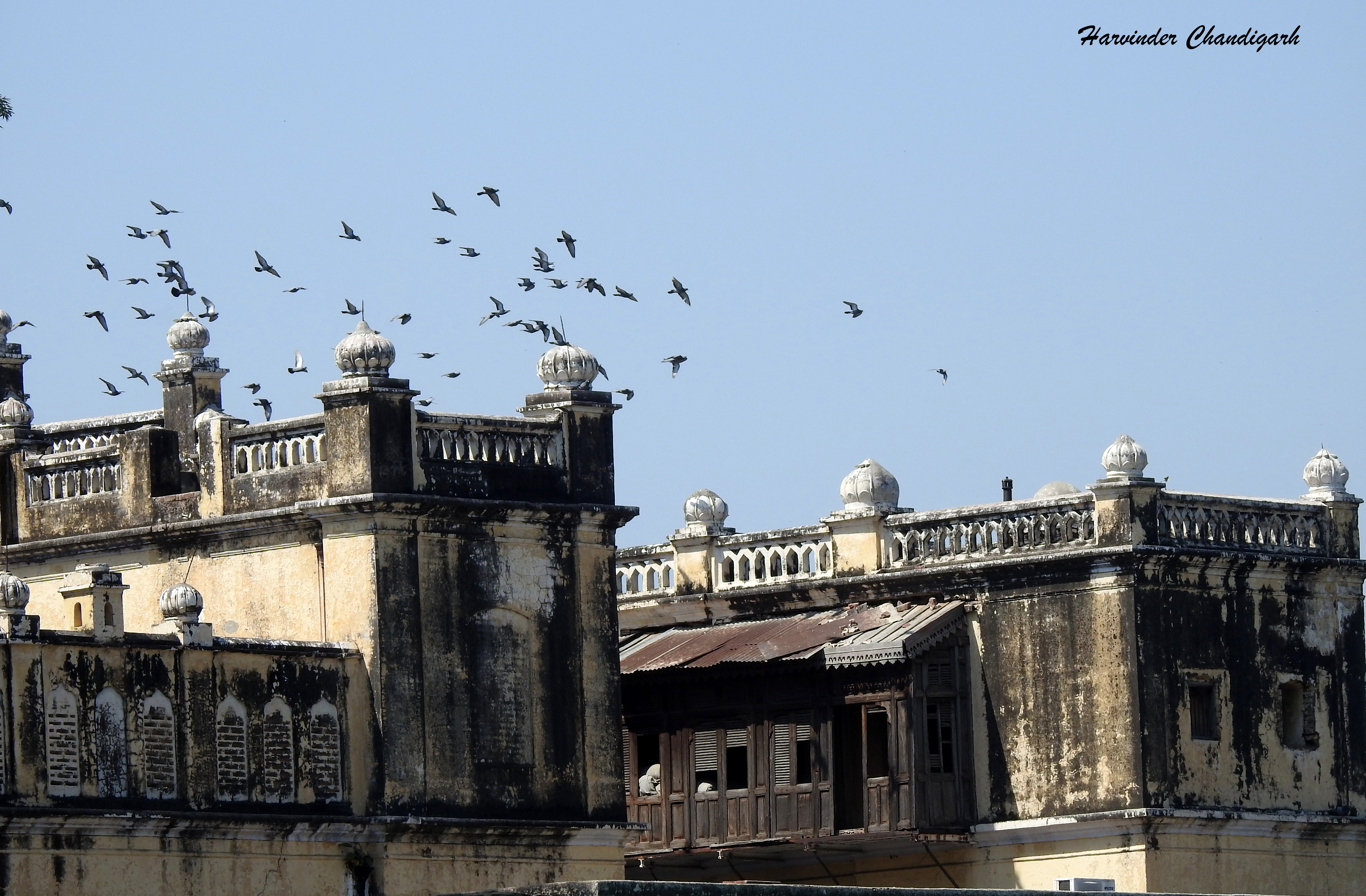
Nabha Fort 02

纳巴（Nabha），是印度旁遮普邦Patiala县的一个城镇。总人口61953（2001年）。

## 人口
该地2001年总人口61953人，其中男性32994人，女性28959人；0—6岁人口6390人，其中男3491人，女2899人；识字率74.20%，其中男性为78.91%，女性为68.85%。